# Wilhelm Georg Dettmer
Wilhelm Georg Dettmer, né le 29 juin 1808 à Breinum, près de Hildesheim et décédé le 28 mai 1876 à Francfort-sur-le-Main est un chanteur d'opéra allemand (basse).

## Biographie
Fils d'un fermier, Wilhelm Georg Dettmer fréquente le gymnasium Andreanum à Hildesheim puis le schullehrerseminar à Alfeld pour y devenir instituteur primaire.
Il  reçoit ses premières leçons de musique de son directeur Santo et est bientôt engagé à Hanovre, Brunswick, Breslau, Cassel (où il impressionne Louis Spohr et Francfort. En 1842, Dettmer est déjà très connu et, après s'être perfectionné avec le professeur de chant Johann Aloys Miksch, il devient une vraie vedette au théâtre de cour de Dresde.
Dans les années 1860, il quitte Dresde pour le Théâtre de Francfort-sur-le-Main où il chantera avec succès jusqu'à sa retraite de la scène en 1874. Il est mort le 28 mai 1876 à Francfort.
Son fils Friedrich Dettmer et son petit-fils Wilhelm Dettmer sont acteur de théâtre et chanteur d'opéra.